# Iarova, Soroca
Iarova este satul de reședință al comunei cu același nume  din raionul Soroca, Republica Moldova și se afla pe malul râului Nistru.
În localitate se află Conacul familiei Vinogradski, monument de arhitectură de importanță națională, construit în prima jumătate a secolului al XIX-lea.

## Istoric
Conform unor izvoare scrise, ne oferă date diferite despre înființarea satului Iarova : 1721, 1765 și chiar mai tîrziu . Dar satul e mult mai vechi.

## Demografie

### Structura etnică
Structura etnică a satului conform recensământului populației din 2004:
| Grup etnic         | Populație | % Procentaj |
| ------------------ | --------- | ----------- |
| Moldoveni / Români | 640       | 90,01%      |
| Ucraineni          | 51        | 7,17%       |
| Ruși               | 19        | 2,67%       |
| Alții              | 1         | 0,14%       |
| Total              | 711       | 100%        |

## Conacul Vinogradski

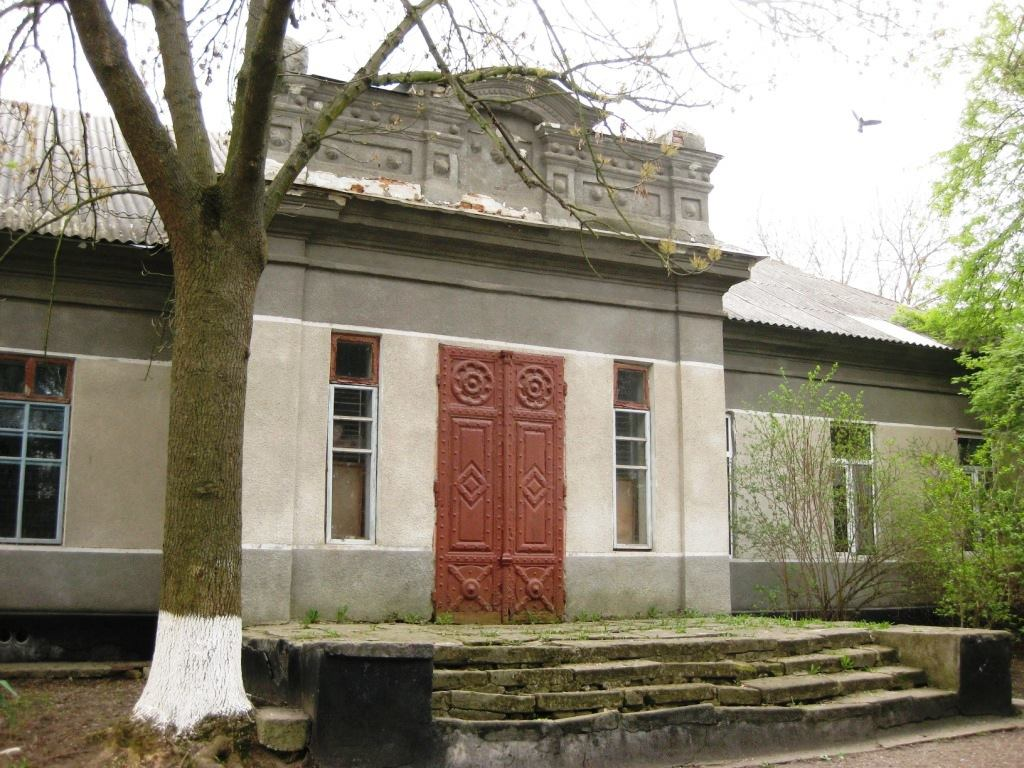
Intrarea în conac
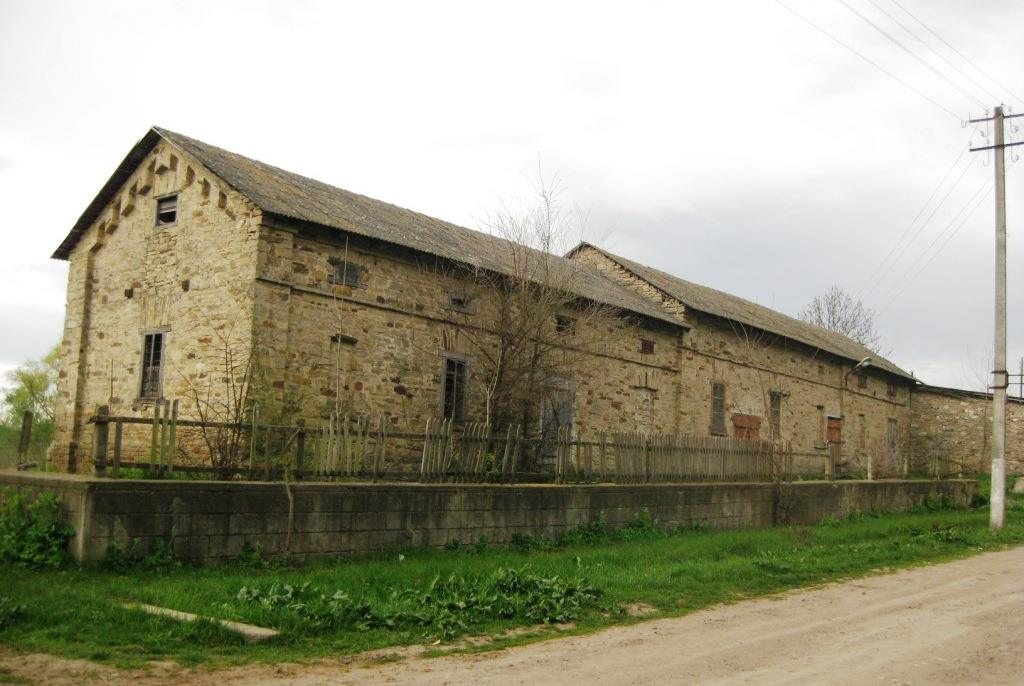
Anexă a complexului

## Personalități

### Născuți în Iarova
- Ilia Vinogradski (1867–1910),  ofițer naval rus, participant al răscoalei boxerilor și războiului ruso-japonez
- Efimie Palii (1880–?), grădinar și politician moldovean, membru al Sfatului Țării al RD Moldovenești